# Загора (Новосибирская область)
Загора — посёлок (село) в Маслянинском районе Новосибирской области. Входит в состав Елбанского сельсовета.

## География
Площадь посёлка — 19 гектаров.

## Население
| 2002 | 2007 | 2010 |
| ---- | ---- | ---- |
| 245  | ↘244 | ↘179 |

## Инфраструктура
В посёлке по данным на 2007 год функционируют 1 учреждение здравоохранения и 1 учреждение образования.